# Унтергрісбах
Унтергрісбах (нім. Untergriesbach) — громада в Німеччині, знаходиться в землі Баварія. Підпорядковується адміністративному округу Нижня Баварія. Входить до складу району Пассау.
Площа — 73,60 км2. Населення становить 6070 ос. (станом на 31 грудня 2020).